# Ferrinho

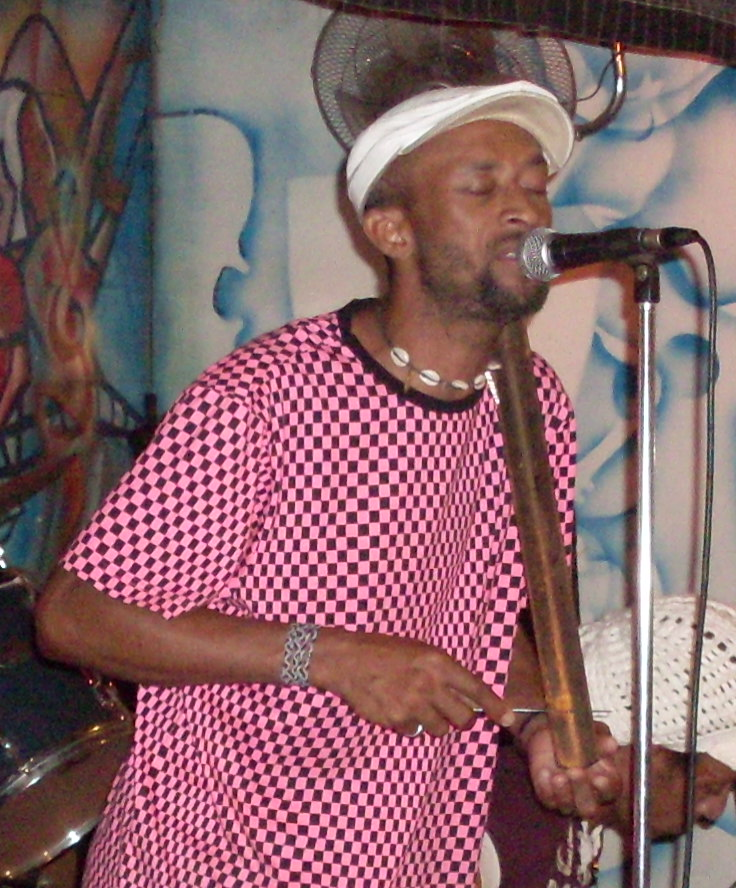
El cantant Bino Branco fent servir un Ferrinho

El ferrinho (en Crioll Capverdià ferrinhu [feˈʀiɲu]) és un instrument musical, més concretament un idiòfon rascat. Està feta per una barra de metall (generalment de ferro) que és gratada per un altre objecte de metall. El músic aguanta la barra verticalment, recolzada sobre una ma i la part superior contra l'espatlla. Amb l'altra mà, el músic utilitza un objecte metàl·lic, que aguanta horitzontalment, i rasca la barra vertical fent moviments amunt-i-avall. Sovint l'instrument fa uns 90 centímetres.
El ferrinho sol marcar el ritme en el funaná, un gènere musical de Cap Verd.
Es creu que el nom “ferrinho” és una adaptació de “ferrinhos”, que és el nom que reben els triangles en la música popular de Portugal. Malgrat el nom, el ferrinho és més similar a instruments com el güiro que el triangle.